# Алгоритм Мальгранжа
Алгоритм Мальгранжа — метод для разбиения графа на сильно связные подграфы.

## Алгоритм
Пусть дан граф {\displaystyle G=(X,A)}, где {\displaystyle X=\{x{_{i}}\}} — множество вершин, в котором, {\displaystyle i={\overline {1,n}}}, а {\displaystyle A=\{a{_{i}}\}} — множество дуг, описанных матрицей смежности, в котором {\displaystyle i={\overline {1,m}}}. Алгоритм разбиения заключается в следующем:
1. Для произвольной вершины {\displaystyle x{_{i}}\in X} находим прямое {\displaystyle T{^{+}}(x{_{i}})} и обратное {\displaystyle T{^{-}}(x{_{i}})} транзитивные замыкания.
2. Находим {\displaystyle T{^{+}}(x{_{i}})\cap T{^{-}}(x{_{i}})}. Множество вершин этого пересечения составляют вершины максимального сильно связного подграфа {\displaystyle G{_{1}}=(X{_{1}},A{_{1}})}.
3. Из исходного графа вычитаем подграф {\displaystyle G{_{1}}}: {\displaystyle G'=G\setminus G{_{1}},X'=X\setminus X{_{1}}}.
4. Граф {\displaystyle G'} принимаем за исходный граф и пока {\displaystyle X'\neq \varnothing } пункты 1, 2, 3 алгоритма повторяются.